# Gortyn
Gortyn (též Gortýna nebo Gortys, řecky Γόρτυνα, Γόρτυς nebo Γόρτυν) je archeologické naleziště na Krétě. Nachází se u vesnice Mitropolis 45 kilometrů jižně od správního centra ostrova Heráklionu. V době římské byl hlavním městě Kréty. Doklady o nejstarším osídlení pochází z neolitu. Rozkvět lokalita zažila v době mínojské civilizace a pak v helenisticko-římském období v době 67 př. n. l. – 300. Jedná se také o obec v regionální jednotce Iraklio.

## Mýty
Ke Gortyně se vztahuje řada mytických událostí. Pod jedním z platanů na místě dnešního Odeionu měl počít Zeus v podobě býka spolu s Európou syny Mínóa a Rhadamantha. Podle jedné verze mýtu založil město samotný Mínós, podle jiné Rhadamanthův syn Gortys. Třetí, nejmladší verze považuje za zakladatele města jiného Gortyse, který pocházel z Tegey v Arkádii.

## Historie
Oblast pozdější Gortyny lidé poprvé osídlili v období neolit, v polovině 4. tisíciletí př. n. l.. Gortyn se vyskytuje i v Homérových eposech Illias a Odyssea. V Illiadě je označena jako město obklopené hradbami. V Odyssei Homér líčí, jak část loďstva spartského krále Meneláa cestou od Tróje ztroskotala kvůli silným bouřím při pobřeží u Gortyny.
V roce 67 př. n. l. si Krétu podrobili Římané. Až do roku 828, kdy ostrov dobyli Arabové, byla Gortyna správním centrem ostrova. Gortyna byla jedním z center christianizace – podle tradice zde prý na začátku šedesátých let 1. století kázal svatý Pavel. Jeho žák sv. Titus byl prvním biskupem Gortýny. Kolem roku 300 se ostrov dostal do držení Byzantské říše. 
Město takřka zničilo zemětřesení z roku 796.

## Památky

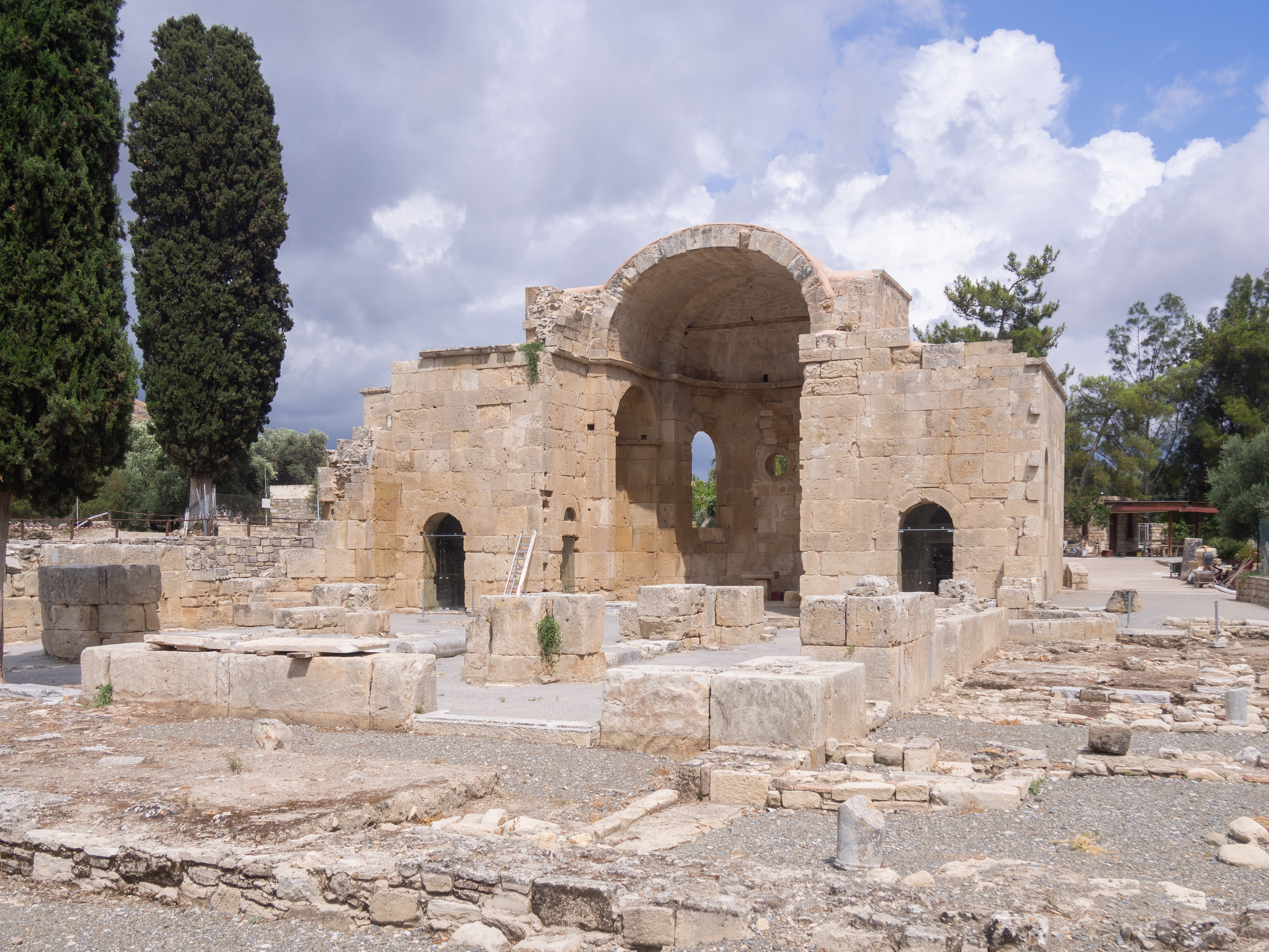
Presbytář baziliky svatého Tita

V Gortyně se nacházejí zbytky tří pevností: archaické a byzantské na pahorku Agios Ioannis a z období helénismu na vrchu Armi. Archeologové zde vykopali tři agory, nejstarší z nich se nacházela na místě dnešní baziliky svatého Tita. Kromě toho obsahuje areál Gortyny mj. pozůstatky mínójské vily, dvou vodovodů, pěti divadel, stadionu, hippodromu, čtyř lázní, pretoria (římských kasáren), pěti pohanských sakrálních staveb a devíti křesťanských církevních objektů. 
V centru areálu se nachází odeion a bazilika svatého Tita. Odeion sloužil k pořádání koncertů a divadelních představení. Jeho dnešní podoba pochází ze 4. století, původní odeion vznikl asi o 800 let dříve. Bazilika svatého Tita je raně křesťanská stavba ze 6. století. Východně od baziliky byla zřízena glyptotéka neboli prostor pro instalaci soch, které byly v areálu města vykopány.

## Gortýnský zákoník

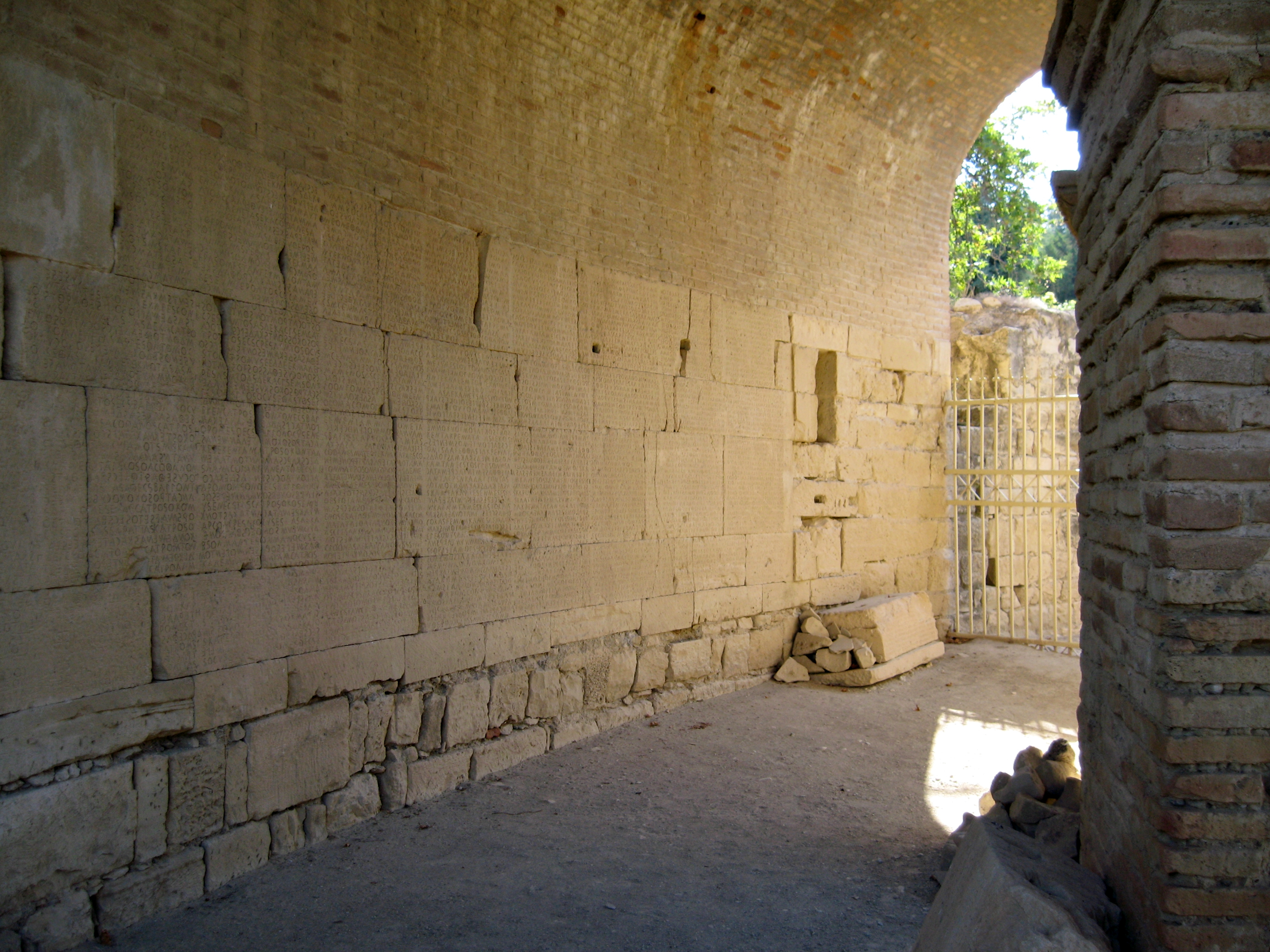
Umístění kamenů s textem zákoníku v Odeionu

Pro evropské dějiny práva je důležitým pramenem Gortynský zákoník. Vznikl kolem roku 450 př. n. l., kdy byla Kréta osídlena Dóry, reflektuje však starší právní stav. Více než 600 řádků textu vytesaného na kamenech zachycuje právní soustavu, jež vycházela ze Zaleukových zákonů ze 7. století př. n. l. Text je vyryt ve stylu psaní bustrofédon (střídavě zleva doprava a obráceně), a to archaickou alfabetou o 18 písmenech.

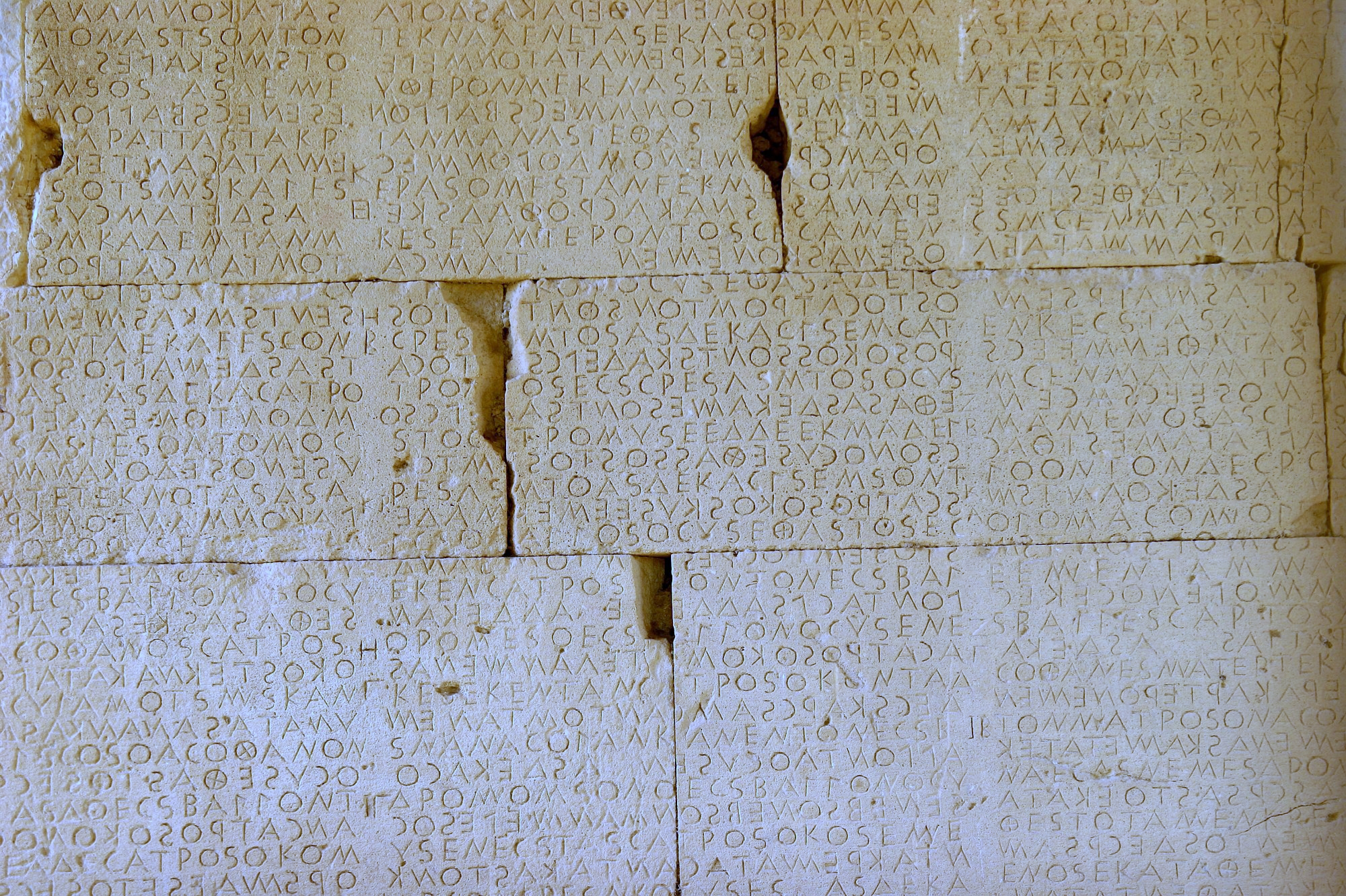
Kameny s textem zákoníku

Ze zákoníku vyplývá, že otrok na Krétě měl volnější právní postavení než jinde, neboť se od svobodného obyvatelstva lišil jen tím, že nesměl vykonávat vojenskou službu. I žena měla podle zákoníku vysoké společenské postavení. Mohla se rozvést, sňatkem nepřicházela o svůj majetek. Zákoník pamatuje i na právní ochranu dětí po rozvodu rodičů a kodifikuje další záležitosti z rodinného i trestního práva.
První kameny s textem zákoníku objevili francouzští cestovatelé v roce 1857. Od nich je zakoupilo muzeum v Louvre. Hlavní část zákoníku se našla náhodou na podzim roku 1884, když si místní obyvatelé chtěli opatřit stavební kámen na stavbu olivového lisu.